# Catenanuova
Catenanuova – miejscowość i gmina we Włoszech, w regionie Sycylia, w prowincji Enna.
Według danych na rok 2004 gminę zamieszkuje 4898 osób, 445,3 os./km².
10 sierpnia 1999 roku słupek rtęci w termometrach w Catenanuova zatrzymały się na 48,5 stopniach Celsjusza, co jest najwyższą temperaturą jaką kiedykolwiek oficjalnie odnotowano w Europie.